# Palatal

Artikulation eines palatalen Konsonanten

In der Phonetik beschreibt palatal den Artikulationsort eines Lautes am Gaumen. Ein palataler Laut oder Palatal (deutsch auch Vordergaumenlaut) wird durch direkten Kontakt der Zunge mit dem vorderen (harten) Gaumen (lat. palatum durum)  oder durch Annäherung der Zunge an diesen gebildet (vergleiche: Velar).
Mit dem Internationalen Phonetischen Alphabet werden die folgenden durch den Kontakt mit dem Gaumen gebildeten palatalen Konsonanten dargestellt:
- [⁠c⁠] Stimmloser palataler Plosiv
- [⁠ɟ⁠] Stimmhafter palataler Plosiv
- [⁠ɲ⁠] Stimmhafter palataler Nasal
- [⁠ç⁠] Stimmloser palataler Frikativ (im Deutschen: „ich“-Laut)
- [⁠ʝ⁠] Stimmhafter palataler Frikativ, die stimmhafte Entsprechung zum deutschen (stimmlosen) Ich-Laut
- [⁠j⁠] Stimmhafter palataler Approximant
- [⁠ʎ⁠] Stimmhafter palataler lateraler Approximant
- [⁠ʄ⁠] Stimmhafter palataler Implosiv

Sagittalebene der menschlichen Mundhöhle, Oropharynx und Larynopharynx. Artikulationsorte (aktiv und passiv): 1 exolabial (äußerer Teil der Lippe), 2 endolabial (innerer Teil der Lippe), 3 dental (Zähne), 4 alveolar (vorderer Teil des Zahndamms), 5 postalveolar (hinterer Teil des Zahndamms und ein wenig dahinter), 6 präpalatal (vorderer Teil des harten Gaumens), 7 palatal (harter Gaumen), 8 velar (weicher Gaumen), 9 uvular (auch postvelar; Gaumenzäpfchen), 10 pharyngal (Rachen), 11 glottal (auch laryngal; Stimmbänder), 12 epiglottal (Kehldeckel), 13 radikal (Zungenwurzel), 14 posterodorsal (hinterer Teil der Zunge), 15 anterodorsal (vorderer Teil der Zunge), 16 laminal (Zungenblatt), 17 apikal (Zungenspitze), 18 sublaminal (auch subapical; Unterseite der Zunge)